# José Genivaldo Garcia
José Genivaldo Garcia (ur. 24 sierpnia 1968 w Cumbe) – brazylijski duchowny katolicki, biskup Estância od 2023.

## Życiorys
8 stycznia 1994 otrzymał święcenia kapłańskie i został inkardynowany do archidiecezji Aracajú. Pracował głównie jako duszpasterz parafialny, był także m.in. ojcem duchownym i wykładowcą w archidiecezjalnym seminarium oraz regionalnym wikariuszem biskupim.
30 listopada 2022 papież Franciszek mianował go biskupem diecezji Estância. Sakry udzielił mu 11 lutego 2023 arcybiskup José Palmeira Lessa.